# Wamberto
Wamberto de Jesus Sousa Campos (ur. 13 grudnia 1974 w Cururupu) – brazylijski piłkarz, występujący na pozycji pomocnika. Karierę zakończył w 2008 roku.

## Kariera
Wamberto profesjonalną karierę rozpoczynał w belgijskim pierwszoligowcu R.F.C. Seraing. W debiutanckim sezonie rozegrał tam 33 spotkania i zdobył osiem bramek. Wywalczył także z klubem trzecie miejsce w lidze i awans do Pucharu UEFA. Te rozgrywki zakończyli jednak na pierwszej rundzie, po porażce w dwumeczu z Dinamo Moskwa. W kolejnym sezonie uplasowali się na dziewiątej pozycji w lidze, a w 1996 po zajęciu szesnastego miejsca w Eerste Klasse, spadli do drugiej ligi.
Wtedy Wamberto postanowił odejść do Standardu Liège. W nowym klubie zadebiutował 3 sierpnia 1996, w wygranym 2-0 pojedynku z Sint-Truidense VV. Przez cały sezon w lidze wystąpił 29-krotnie i zdobył sześć bramek. Zajął także siódmą pozycję w Jupiler League. Rok później uplasował się ze Standardem na dziewiątym miejscu.
W 1998 roku odszedł do holenderskiego Ajaxu Amsterdam. Po raz pierwszy w Eredivisie zagrał 23 sierpnia 1998, w wygranym 2-0 spotkaniu przeciwko Willem II Tilburg. Natomiast pierwszego gola w tych rozgrywkach strzelił 18 października 1998, w meczu, którym pokonali FC Twente 5-0. W ciągu pierwszych czterech sezonów regularnie grywał w pierwszym zespole tego klubu. Miejsce w składzie stracił w 2002 roku i w ciągu kolejnych dwóch lat w lidze wystąpił zaledwie 10 razy. Łącznie przez sześć lat pobytu w Amsterdamie zdobył z Ajaxem dwa mistrzostwa Holandii oraz dwa Puchary Holandii.
Zimą 2004, na zasadzie wypożyczenia został zawodnikiem RAEC Mons. Po zakończeniu sezonu powrócił do macierzystego klubu, skąd został sprzedany do Standardu Liège. W drugim sezonie gry dla tej drużyny, zdobył wicemistrzostwo Belgii.
W 2006, nie mogąc przebić się do wyjściowej jedenastki składu Standardu, przeszedł do RAEC Mons, z którym wywalczył dziewiątą pozycję w lidze. Potem odszedł do holenderskiego FC Omniworld, gdzie w 2008 roku zakończył karierę.
Jego najstarszy syn Danilo Sousa Campos w lipcu 2007 podpisał 3-letni kontrakt z Ajaxem Amsterdam.
| Sezon   | Klub           | Kraj     | Rozgrywki     | Mecze | Bramki |
| ------- | -------------- | -------- | ------------- | ----- | ------ |
| 1993/94 | RFC Seraing    | Belgia   | Eerste Klasse | 33    | 8      |
| 1994/95 | RFC Seraing    | Belgia   | Eerste Klasse | 25    | 3      |
| 1995/96 | RFC Seraing    | Belgia   | Eerste Klasse | 28    | 2      |
| 1996/97 | Standard Liège | Belgia   | Eerste Klasse | 29    | 6      |
| 1997/98 | Standard Liège | Belgia   | Eerste Klasse | 24    | 4      |
| 1998/99 | AFC Ajax       | Holandia | Eredivisie    | 27    | 8      |
| 1999/00 | AFC Ajax       | Holandia | Eredivisie    | 27    | 4      |
| 2000/01 | AFC Ajax       | Holandia | Eredivisie    | 27    | 4      |
| 2001/02 | AFC Ajax       | Holandia | Eredivisie    | 31    | 9      |
| 2002/03 | AFC Ajax       | Holandia | Eredivisie    | 6     | 1      |
| 2003/04 | AFC Ajax       | Holandia | Eredivisie    | 4     | 0      |
| 2003/04 | RAEC Mons      | Belgia   | Eerste Klasse | 17    | 5      |
| 2004/05 | Standard Liège | Belgia   | Eerste Klasse | 18    | 1      |
| 2005/06 | Standard Liège | Belgia   | Eerste Klasse | 10    | 0      |
| 2006/07 | RAEC Mons      | Belgia   | Eerste Klasse | 20    | 2      |
| 2007/08 | FC Omniworld   | Holandia | Eerstedivisie | 16    | 3      |